# 青谷 (浜松市)
青谷（あおや）は静岡県浜松市天竜区の大字。

## 地理
浜松市天竜区の南部、天竜地区の西部に位置する。東で渡ヶ島、西で浜名区堀谷、南で浜名区四大地・尾野、北で上野及び両島と接する。

### 河川
- 阿多古川
- 長石川

## 歴史

### 町名の由来
村内の谷間から緑泥片岩を多く産することによる。

### 沿革
- 1889年（明治22年）4月1日 - 町村制の施行により、豊田郡青谷村が周辺の村と合併し、豊田郡下阿多古村となる[WEB 7]。旧村名は下阿多古村の大字として残る[WEB 8]。
- 1896年（明治29年）4月1日 - 郡制の施行により、下阿多古村の所属郡が磐田郡に変更となる。
- 1956年（昭和31年）9月30日 – 上阿多古村が周辺の町村と合併して改めて磐田郡二俣町となる。
- 1958年（昭和33年）11月3日 – 二俣町が市制施行して天竜市となる。
- 2005年（平成17年）7月1日 – 天竜市外10市町村が浜松市に編入される。
- 2007年（平成19年）4月1日 - 浜松市が政令指定都市となる。青谷は天竜区の一部となる。

## 施設
- 浜松市天竜清掃事業所（天竜エコテラス）
- 平成電装 本社
- 青谷鍾乳洞
- 青谷不動の滝
- 曹洞宗 投老寺

## 交通

### バス
- 浜松市天竜ふれあいバス
  - 阿多古線：（杏林堂西鹿島駅前店 方面 - ）不動尊前 - 青谷橋 - 青谷（ - くんま水車の里 方面）
  - 小堀谷線：小堀谷下 - 小堀谷 - 紙板（ - 上野内区間 - ）長石西 - 長石東 - 不動尊前 - 青谷橋 - 青谷 - 神明 - 上界土（うえがいと） - 薬師堂公園（ - 杏林堂西鹿島駅前店 方面）
  - 清水線：（清水 方面 - ）神明 - 上界土 - 薬師堂公園（ - 杏林堂西鹿島駅前店 方面）
  - 診療所線：（あたご診療所 方面 - ）神明 - 上界土 - 薬師堂公園（ - 緑恵台 方面）
    - 遠鉄タクシーに委託
    - 阿多古線は平日運行、小堀谷線は月・水曜運行、清水線は火・木曜運行、診療所線は水・金曜運行、祝日及び年末年始は運休、事前予約制

### 道路
- 静岡県道・愛知県道9号天竜東栄線

## その他

### 学区
小学校・中学校の学区は以下の通りである。
- 浜松市立下阿多古小学校
- 浜松市立清竜中学校

### 警察
警察の管轄区域は以下の通りである。
| 番・番地等 | 警察署     | 交番・駐在所       |
| ---------- | ---------- | ------------------ |
| 全域       | 天竜警察署 | 阿多古警察官駐在所 |

### 消防
消防の管轄区域は以下の通りである。
| 番・番地等 | 消防署     | 本署/出張所 |
| ---------- | ---------- | ----------- |
| 全域       | 天竜消防署 | 本署        |

### WEB
1. ↑  “h02_22.csv”.   総務省 (2022年2月10日). 2024年11月14日閲覧。
2. ↑  “静岡県浜松市天竜区青谷 (221370340)｜国勢調査町丁・字等別境界データセット”.   人文学オープンデータ共同利用センター. 2024年11月14日閲覧。
3. ↑  “静岡県 浜松市天竜区 の郵便番号 - 日本郵便”.   日本郵便. 2024年11月14日閲覧。
4. ↑  “市外局番の一覧”.   総務省 (2022年3月1日). 2024年11月14日閲覧。
5. ↑  “事業所案内及び管轄地域（事務所3件、分室3件）”.   一般社団法人静岡県自動車会議所. 2024年11月14日閲覧。
6. ↑  “解説ページ”.   株式会社エア. 2024年11月14日閲覧。
7. ↑  “historyofcities.pdf”.   静岡県総務部合併推進室・財団法人静岡県市町村振興協会. 2024年11月14日閲覧。
8. ↑  “解説ページ”.   株式会社エア. 2024年11月14日閲覧。
9. ↑  “学校名から探す／浜松市”.   浜松市 (2024年1月1日). 2024年11月14日閲覧。
10. ↑  “阿多古駐在所｜静岡県警察”.   静岡県警察 (2024年10月4日). 2024年11月14日閲覧。
11. ↑  “消防署の町別管轄「あ」／浜松市”.   浜松市 (2020年3月25日). 2024年11月14日閲覧。